# V krempljih ugrabiteljev (Pet prijateljev)
Štirinajsti del svetovno znane zbirke knjig Pet prijateljev, ki jo je napisala angleške pisateljica Enid Blyton.

## Vsebina
Peterica je znova v Kirrinu in se izvrstno zabava. A nenavadno se pojavi grožnja sodelavcu strica Quentina(Elburju) da mu bodo ugrabili hči Berto. Berta zato pride v Kirrin, nad tem so sprva vsi nezadovoljni še posebej George. Ugrabitelji se res pojavijo a ponesreči namesto Berte ugrabijo George...Zato se Julian ,Dick  odpravita raziskovat in reševat George, vendar pri tem ne želita da bi jima pomagala ciganska Jo, s katero so doživeli dogodivščini. Jo pa se kljub prepovedi odpravi za njima in jima celo priskoči na pomoč ter uspešno rešijo George.Konec knjige pa je, da vsi junaki po končani "večerji"ob šestih zjutraj propadajo v posteljo.